# Товариство Лева
Товариство Лева — одна з найперших незалежних організацій в УРСР, створена у Львові 16 жовтня 1987 року групою національно свідомої молоді. Діяльність Товариства була спробою «скасувати радянську традицію як неавтентичну, сфальсифіковану; спробою взяти під сумнів її статус у культурі. Загалом можна говорити про стихійний рух, метою котрого було визначити тожсамість наново, створити нову модель українськості».

## Історія
«Товариство Лева» мало на меті активну участь у процесах національного відродження і те, що згодом отримало назву «розвиток громадянського суспільства». Починало діяти в умовах комуністичної партійної монополії, вдало використовуючи «дах» Львівського міського комітету ЛКСМУ. Діяльність розпочалася від весни 1987 року добровільною працею на відновленні пам'яток Личаківського цвинтаря.
Згідно з тодішнім статутом ТЛ голова Товариства не міг бути обраним більше, ніж на один рік. Першим головою був Орест Шейка, наступними — Ігор Гринів, Левко Захарчишин, Ярослав Рибак та інші. Співавтор першого статуту і перший голова етнографічної секції — Мирослав Решетило.
Однією з перших публічних акцій ТЛ був вечір, присвячений пам'яті Василя Симоненка, який набув скандального резонансу через те, що на ньому чи не вперше після звільнення з ув'язнення виступили дисиденти В'ячеслав Чорновіл і Михайло Горинь (на той час штучно ізольовані від суспільства).
Найпомітнішими акціями перших років діяльності ТЛ було відродження народних традицій (вертепи, гаївки, обжинки тощо), впорядкування занедбаних пам'яток архітектури (Личаківський цвинтар, монастир Кармелітів Босих, костел Єлизавети у Львові), активізація молодіжної української музичної культури, проєкт «Історичний театр», Еколого-культурологічна експедиція «Дністер» (почалася 1988 року), перший в Україні концерт пам'яті Володимира Івасюка (1989, Львівський театр опери та балету), акції з відродження осередку димленої кераміки в селі Гавареччина (Львівська область), якими опікувалася передовсім відома режисерка Дарія Ткач та інші.
Підсумком першого року діяльності ТЛ був резонансний скандал навколо заборони проведення звітно-виборної конференції Товариства (жовтень 1988).
Заходами активістів Товариства 1990 року було створено історико-архітектурний заповідник на Личаківському цвинтарі (у подальшому, одним із директорів був колишній член ТЛ Ігор Гавришкевич).
Під впливом успішної діяльності Товариства Лева у Львові однойменне товариство було створене наприкінці 1980-х років у Луцьку (голова — Олег Покальчук). Члени ТЛ активно співпрацювали з іншими молодіжними самодіяльними формуваннями: товариствами «Рух» (Івано-Франківськ), «Вертеп» (Тернопіль), Студентське Братство (Львів), Пласт тощо.
Дуже швидко члени ТЛ активно включилися в бурхливе суспільно-політичне життя Львова, зокрема, у збирання підписів за державний статус української мови, спроби (невдалі) створення «Демократичного фронту» (1988), згодом — (вдалі) Народного Руху України (1989).
Навесні 1989 року активісти ТЛ почали видавати одну з перших в Україні самвидавчих газет «Поступ».
Члени Товариства були ударною силою в ході виконання успішного політичного проєкту — обрання народним депутатом СРСР від Львова альтернативного комуністичному офіціозу кандидата — письменника Ростислава Братуня, якого вважали ідейним натхненником ТЛ (1989).
Навесні 1990 року народними депутатами України стали члени Товариства Лева Тарас Стецьків та Ігор Гринів. У 1994–2002 народним депутатом України був також член ТЛ Ігор Коліушко. У 1988–1989 у Товаристві перебував також майбутній (1990–1994) народний депутат України Іван Макар.
Членами ТЛ свого часу були й інші непересічні особистості: письменник Юрій Винничук, журналісти Олександр Кривенко, Володимир Павлів, Олесь Пограничний, Андрій Квятковський, історики Ігор Марков, Ярослав Грицак, Ігор Чорновол, діяч фермерського руху Ярослав Кардаш, музикант і перекладач Віктор Морозов (разом з акторами театру «Не журись!»), археолог Юрій Лукомський, голова Українського геральдичного товариства Андрій Гречило, директор музею-заповідника «Личаківський цвинтар» у 1997-2012, заслужений діяч мистецтв України Ігор Гавришкевич, секретар Львівської міської ради (2002–2006) Зиновій Сірик, біолог і громадська діячка Дзвенислава Калинець-Мамчур, архітектор і громадський діяч Юрій Волощак, краєзнавець Петро Радковець та ін. Деякі члени товариства одночасно входили до складу Української асоціації незалежної творчої інтелігенції.
Згодом діяльність Товариства Лева втратила колишню масштабність, дуже звузився його вплив у соціумі. Утім, організація з такою назвою діє у Львові і тепер. Вона займається розвитком громадянського суспільства (зокрема, шляхом проведення тренинґів) і міжнародної співпраці, краєзнавством тощо. Під егідою ТЛ щоліта мандрує найбільшою галицькою рікою еколого-культурологічна експедиція «Дністер».
Цілий розділ (The Lion Cubs of Western Ukraine) своєї монографії «Карнавал революції: Центральна Європа 1989» присвятив діяльності Товариства Лева у 1987–1989 американський історик Педрик Кені.